# モハマド・ニザルディン・ユソフ
モハマド・ニザルディン・ユソフ（マレー語: Mohd Nizaruddin Yusof、1979年11月10日 - ）は、マレーシアのサッカー選手。元マレーシア代表。ポジションはFW。

## クラブ歴
クアラルンプールFAのユース出身でトップチームに昇格した。その後セランゴールFA、MPPJ FCに所属し全盛期を迎えた。
2007年11月にはプルリスFAと契約したものの、スルタン・ハジ・アフメド・シャー・カップの優勝の際には出場機会が無かった。2008シーズンはPDRM FAに1年のレンタル移籍を行い、2009年度は再びプルリスFAに復帰した。この2009年にはマレーシア・スーパーリーグの得点王に輝く活躍を見せた。
翌2010年はPLUS FCに移籍、2011年にはFELDAユナイテッドFCに移籍し、2012年4月にPKNS FCに自由契約で移籍した 。2013年にATM FAに所属した後に、2014年MOF FCに加入し選手兼任アシスタントコーチとして働いた。

## 代表歴
アブドゥル・ラーマン・イブラヒム監督の下、1999年のドバイ遠征に参加。その後マレーシア代表に定着し、国内有数のプレーヤーとなった。代表では得点を量産する事が出来なかったものの、多くのアシストを記録し、代表に貢献した。

## 個人成績
代表での得点一覧
| #   | 日附           | 場所                                             | 対戦相手       | 得点 | 結果 | 大会                          |
| --- | -------------- | ------------------------------------------------ | -------------- | ---- | ---- | ----------------------------- |
| 1.  | 1999年12月28日 | ドバイ                                           | シンガポール   | 1-0  | 1-0  | 親善試合                      |
| 2.  | 2000年2月7日   | シンガポール                                     | シンガポール   |      | 3-1  | 親善試合                      |
| 3.  | 2000年2月15日  | クアラルンプール                                 | モルディブ     |      | 2-0  | 親善試合                      |
| 4.  | 2000年3月27日  | シャー・アラム・シャー・アラム・スタジアム       | 北朝鮮         | 1-1  | 1-1  | AFCアジアカップ2000予選       |
| 5.  | 2000年4月8日   | バンコク・スパチャラサイ国立競技場               | タイ           | 2-2  | 3-2  | AFCアジアカップ2000予選       |
| 6.  | 2000年8月6日   | シャー・アラム・シャー・アラム・スタジアム       | ミャンマー     |      | 6–0  | 親善試合                      |
| 7.  | 2000年8月6日   | シャー・アラム・シャー・アラム・スタジアム       | ミャンマー     |      | 6–0  | 親善試合                      |
| 8.  | 2002年12月18日 | シンガポール・シンガポール・ナショナルスタジアム | シンガポール   | 0-4  | 0-4  | 2002 タイガーカップ           |
| 9.  | 2007年1月12日  | バンコク・スパチャラサイ国立競技場               | フィリピン     | 2-0  | 4-0  | 2007 東南アジアサッカー選手権 |
| 10. | 2008年10月20日 | クアラルンプール・ブキット・ジャリル国立競技場   | アフガニスタン | 2-0  | 6-0  | ムルデカ大会2008              |